# Homoneuronia modesta
Homoneuronia modesta là một loài bướm đêm thuộc phân họ Arctiinae, họ Erebidae.